# Haoella
Haoella es un género de foraminífero bentónico de la subfamilia Staffellinae, de la familia Staffellidae, de la superfamilia Fusulinoidea, del suborden Fusulinina y del orden Fusulinida. Su especie tipo es Haoella sinensis. Su rango cronoestratigráfico abarca el Kunguriense (Pérmico medio).

## Discusión
Clasificaciones más recientes incluyen Haoella en la superfamilia Staffelloidea, y en la subclase Fusulinana de la clase Fusulinata.

## Clasificación
Haoella incluye a las siguientes especies:
- Haoella guangxiensis †
- Haoella sinensis †